# Çankırı (provincie)
Çankırı is een provincie in Turkije. De provincie is 7388 km² groot en heeft 174.012 inwoners (2007). De hoofdstad heet eveneens Çankırı.

## Bestuurlijke indeling
De provincie bevat 12 districten, 31 gemeenten en 377 dorpen.

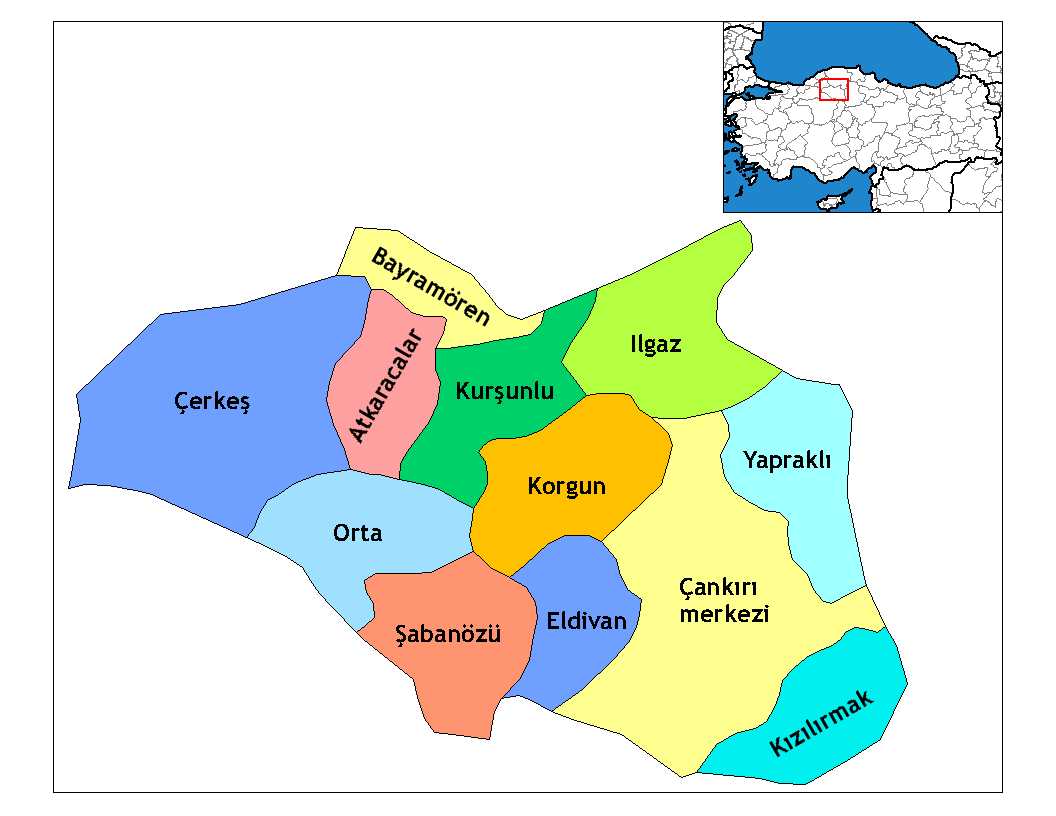
Districten van Çankırı

### Districten
| - Atkaracalar - Bayramören - Çankırı - Çerkeş | - Eldivan - Ilgaz - Kızılırmak - Korgun | - Kurşunlu - Orta - Şabanözü - Yapraklı |